# Segôncio

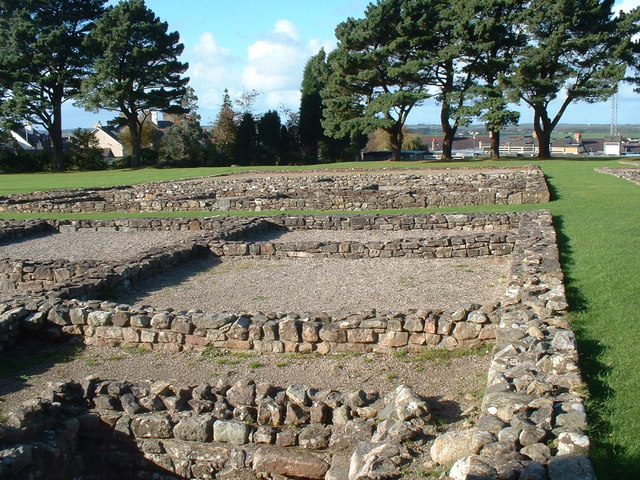
Ruínas de Segôncio

Segôncio (em latim: Segontium) localiza-se próximo a Caernarfon no condado de Gwynedd, no norte do País de Gales, no Reino Unido. Constitui-se em um sítio arqueológico, outrora o principal forte romano no norte da Gales Romana.

## História

### Romana
Segôncio foi fundado por Agricola em 77 ou 78 DC depois que ele conquistou os Ordovices no Norte de Gales. Era o principal forte romano no norte e foi projetado para conter cerca de mil soldados de infantaria auxiliar. Foi conectado por uma estrada romana à base do legionário romano em Chester, Deva Vitoriosa. Ao contrário do castelo medieval de Caernarfon que foi construído ao lado do estuário Seiont mais de mil anos depois, Segôncio estava situado em um terreno mais elevado a leste, dando uma boa vista do Estreito de Menai.
As defesas de madeira originais foram reconstruídas em pedra na primeira metade do século II. No mesmo período, uma grande casa com pátio (com seu próprio pequeno balneário) foi construída dentro do forte. O prédio de alto status pode ter sido a residência de um funcionário importante que possivelmente era responsável pela extração mineral regional. Pesquisas arqueológicas mostram que, por volta do ano 120, houve uma redução no número de militares no forte. Uma inscrição em um aqueduto da época do Imperador Septímio Severo indica que, no século III, Segôncio foi guarnecido por 500 homens da I Coorte dos Súnicos (Cohors I Sunicorum), que teriam sido originalmente recolhidos entre os súnicos da Gália Bélgica. O tamanho do forte continuou a diminuir durante os séculos III e IV. Nessa época, o papel principal de Segôncio era a defesa da costa norte do País de Gales contra invasores e piratas irlandeses. Moedas encontradas em Segôncio mostram que o forte ainda estava ocupado até pelo menos 394.

### Medieval
Segôncio é geralmente considerado como tendo sido listado entre as 28 cidades da Grã-Bretanha listadas na História dos Britânicos tradicionalmente atribuídas a Nênio, como Cair Segeint  ou Cair Custoeint. O bispo Ussher cita outra passagem em Nênio: "Aqui, diz Nênio, Constâncio, o imperador (o pai provavelmente de Constantino, o Grande) morreu; isto é, perto da cidade de Cair Segeint, ou Custoient, em Carnarvonshire". Nênio afirmou que a tumba inscrita do imperador ainda estava presente em seus dias. Constâncio Cloro realmente morreu em Iorque; o monumento galês pode ser para Constantino  que era filho de Santa Elen, o suposto patrono do Sarn Helen.
No século XI, os normandos construíram um mote nas proximidades, cujo povoado formou o núcleo da atual Caernarfon. Após a conquista eduardiana do século XIII, a obra anterior foi substituída pelo Castelo de Caernarfon.

### Dias atuais
Embora a estrada A4085 para Beddgelert corte o local, a maioria das fundações do forte está preservada. Os restos de um assentamento civil junto com um templo romano a Mitra, o Mitreu de Caernarfon, e um cemitério também foram identificados ao redor do forte.